# 周迅
周迅（ジョウ・シュン、1974年10月18日 - ）は、中国浙江省衢州出身の女優。身長 160 cm、体重 41 kg。

## 人物・経歴
江州芸術学院で民族舞踊を学んでいた17歳の時にスカウトされ、1991年に映画『古墓荒齋』でデビュー。続いて謝晋監督の2作品に出演し、謝晋監督の息子である謝衍監督の『紅酒』（1996年）では大胆なラブシーンを演じた。チェン・カイコー監督の『花の影』（1996年）『始皇帝暗殺』（1997年）にも出演するとともに、その頃から李少紅監督のテレビドラマに数々出演し、2000年のドラマ『雨のシンフォニー』が大ヒットして広くその名が知られるようになる。『ふたりの人魚』（1998年）、『ハリウッド★ホンコン』（2000年）、『小さな中国のお針子』（2001年）などに次々と主演し、『ふたりの人魚』では2000年のパリ国際映画祭の主演女優賞を受賞。演技力が高く評価され、徐静蕾（シュー・ジンレイ）、趙薇（ヴィッキー・チャオ）、章子怡（チャン・ツィイー）と並ぶ四小花旦（四大若手女優）と呼ばれた。
ドラマ出演の縁で李少紅の会社の専属女優として契約していたが、同監督の『恋愛中のパオペイ』（2002年）で精神を病む女性の役にのめり込み過ぎてしばらく立ち直れず、事務所を変え中国最大手の華誼太兄弟と契約。『ウィンター・ソング』（2005年）で第25回香港電影金像奨最優秀主演女優賞・第43回金馬奨最優秀主演女優賞を、『女帝 ［エンペラー］』（2006年）で第26回香港電影金像奨最優秀助演女優賞を、『李米的猜想（原題）』（2008年）で2009年金鶏奨最優秀主演女優賞を受賞。
歌手活動も行っており、2003年にアルバム『夏天』を、2005年にアルバム『偶遇』を発売した。
2012年には『クラウド アトラス』でハリウッド映画に初出演。2014年、長年にわたり映画界で活躍し、中仏の文化交流への貢献やチャリティー活動に熱心に取り組む姿勢が評価され、フランス文化省の名誉勲章コマンドゥールを受章した。韓国のクァク・ジェヨン監督の中国映画『更年奇的な彼女』（2014年）、日本の岩井俊二監督の中国映画『チィファの手紙』（2018年）にも主演している。
2014年には『紅いコーリャン 〜紅高梁』で10年ぶりにテレビドラマに出演し、以後は『如懿伝 〜紫禁城に散る宿命の王妃〜』（2017年）など、映画出演と並行してテレビドラマにも積極的に出演している。
チェン・クンと共同でマネジメント会社「東申未来（北京）文化」を設立。俳優の育成を目的とした「山下学堂」の創設にも参加している。
私生活では、2014年7月16日にアメリカ合衆国の中国系俳優アーチー・カオと結婚したと発表したが、2020年12月にはすでに離婚していたと報じられた。

## 出演作品

### 映画
- （古墓荒齋）（1991年）
- 紅酒（女儿紅）（1996年）
- 花の影（風月）（1996年）
- （小嬌妻）（1996年）
- 始皇帝暗殺（荊軻刺秦王）（1997年）
- ふたりの人魚（蘇州河）（1998年）
- （花橋榮記）（1998年）
- （那時花開）（1999年）
- 北京の自転車（十七歳的単車）（2000年）
- ハリウッド★ホンコン（香港有個荷里活）（2000年）
- （停車暫借間）（2001年）
- 小さな中国のお針子（Balzac Et La Petite Tailleuse Chinoise）（2001年）
- 恋愛中のパオペイ（恋愛中的宝貝儿）（2002年）第17回東京国際映画祭で上映。
- （煙雨紅顔）（2002年）
- （生死劫）（2004年）
- （鴛鴦蝴蝶）（2005年）
- （美人依舊）（2005年）
- （抹茶之戀味）（2005年）
- ウィンター・ソング（如果‧愛）（2005年）
- 女帝 ［エンペラー］（夜宴）（2006年）
- （如果没有愛）（2006年）
- （明明）（2007年）
- （李米的猜想）（2008年）
- 画皮 あやかしの恋（画皮）（2008年）
- （女人不壊）（2008年）
- （風聲）（2009年）
- 酔拳 レジェンド・オブ・カンフー（蘇乞兒）（2010年）
- 孔子の教え（孔子）（2010年）
- 赤い星の生まれ（建党偉業）（2011年）2011日本・中国映画週間で上映。
- 大魔術師"X"のダブル・トリック（大魔術師）（2011年）
- ドラゴンゲート 空飛ぶ剣と幻の秘宝（龍門飛甲）（2011年）
- 妖魔伝 レザレクション（画皮II）（2012年）
- サイレント・ウォー（聽風者）（2012年）
- クラウド アトラス（Cloud Atlas）（2012年）
- インターセプション 盗聴戦（竊聽風雲 3）（2014年）
- 愛のカケヒキ（撒嬌女人最好命）（2014年）2015東京・中国映画週間で上映。
- 更年奇的な彼女（我的早更女友）（2014年）[2]
- ヘマヘマ:待っている時に歌を（HEMA HEMA: Sing me a song while i wait）（2016年）
- ボーン・イン・チャイナ（我們誕生在中国）（2016年）ナレーション。ドキュメンタリー映画。2017東京/沖縄・中国映画週間で上映。
- （明月幾時有）（2017年）
- チィファの手紙（你好，之華）（2018年）
- リメイン・サイレント（保持沈黙）（2019年）2020東京・中国映画週間で上映。
- 陰陽師:二つの世界（侍神令）（2021年）日本ではNetflix配信。
- （第十一回）（2021年）
- （世间有她）（2022年）
- 銀幕の友（我的朋友）（2022年）短編映画
- 無名（無名）（2023年）
- （涉过愤怒的海）（2023年）

### テレビドラマ
- （胭樓記）（1993年）
- （紅処方）（1997年）
- （太平天国）（1998年）
- （大明宮詞）（1998年）
- （警壇風雲）（1998年）
- （紹興師爺）（1999年）
- （緑衣紅娘）（1999年）
- （都市情縁）（2000年）
- ハッピー・ファミリー（開心就好）（2000年）
- （人間四月天）（2000年）
- 雨のシンフォニー（像霧像雨又像風）（2000年）
- （橘子紅了）（2000年）
- （縁來一家人）（2000年）
- （心網）（2000年）
- （天空下的縁分）（2001年）
- 射鵰英雄伝（射鵰英雄伝）（2003年）
- （黒粉）（2003年）
- ビーチ（海灘）（2003年）
- （買辦之家）（2003年）
- 紅いコーリャン 〜紅高梁（紅高粱）（2014年）
- 如懿伝 〜紫禁城に散る宿命の王妃〜（如懿傳）（2017年）
- （不完美的她）（2020年）
- （小敏家）（2021年）
- 不完全な被害者 〜権力、嘘、そして告発〜（不完美受害人）（2023年）

### 主な広告
- EPSON（2002）
- COTTON USA（2006）
- Miu Miu（2006）
- OLAY（2008）
- ランセル（2008）
- GAP（2010）
- ペプシコーラ（2011- ）
- SHISEIDO Clé de Peau Beauté（2011- ）
- シャネル（2011- ）